# Nova Štifta (gmina Sodražica)
Nova Štifta – wieś w Słowenii, w gminie Sodražica. W 2018 roku liczyła 10 mieszkańców.

## Zabytki
- barokowy kościół Wniebowzięcia Najświętszej Maryi Panny z 1671 roku, jeden z najważniejszych ośrodków pielgrzymkowych w Słowenii[2].